# Liste der Biografien/Grem
Liste der Biografien |
Portal Biografien |
Personensuche
# |
A |
B |
C |
D |
E |
F |
G |
H |
I |
J |
K |
L |
M |
N |
O |
P |
Q |
R |
S |
T |
U |
V |
W |
X |
Y |
Z |
?
 
Ga |
Gb |
Gc |
Gd |
Ge |
Gf |
Gh |
Gi |
Gj |
Gk |
Gl |
Gm |
Gn |
Go |
Gp |
Gq |
Gr |
Gs |
Gu |
Gv |
Gw |
Gy |
Gz
 
Gra |
Grb–Grd |
Gre |
Grg |
Gri |
Grj |
Grk |
Grl |
Grm |
Gro |
Grs |
Gru |
Gry |
Grz
 
Grea |
Greb |
Grec |
Gred |
Gree |
Gref |
Greg |
Greh |
Grei |
Grek |
Grel |
Grem |
Gren |
Grep |
Gres |
Gret |
Greu |
Grev |
Grew |
Grey |
Grez
Die Liste der Biografien führt alle Personen auf, die in der deutschsprachigen Wikipedia einen Artikel haben. Dieses ist eine Teilliste mit 35 Einträgen von Personen, deren Namen mit den Buchstaben „Grem“ beginnt.

## Grem

### Grema
- Gremaud, Jean (1823–1897), Schweizer Geistlicher und Historiker
- Gremaud, Mathilde (* 2000), Schweizer Freestyle-Skisportlerin
- Gremaud, Olivier (* 1979), Schweizer Ruderer

### Gremb
- Gremblich, Julius (1851–1905), österreichischer Franziskaner, Lehrer und Sammler
- Grembowietz, Jens (* 1987), deutscher Fußballspieler und -trainer

### Greme
- Gremel, Marcus (* 1983), österreichischer Politiker (SPÖ), Landtagsabgeordneter
- Gremelmayr, Denis (* 1981), deutscher Tennisspieler

### Gremi
- Gremigni, Gilla Vincenzo (1891–1963), italienischer Geistlicher, Bischof von Novara
- Gremillet, Andrée (* 1932), französische Badminton- und Tennisspielerin
- Grémillon, Jean (1901–1959), französischer Filmregisseur
- Greminger, Anthony (* 1994), deutscher Jazzmusiker (Schlagzeug)
- Greminger, Thomas (* 1961), Schweizer DiplomatThomas Greminger (* 1961)

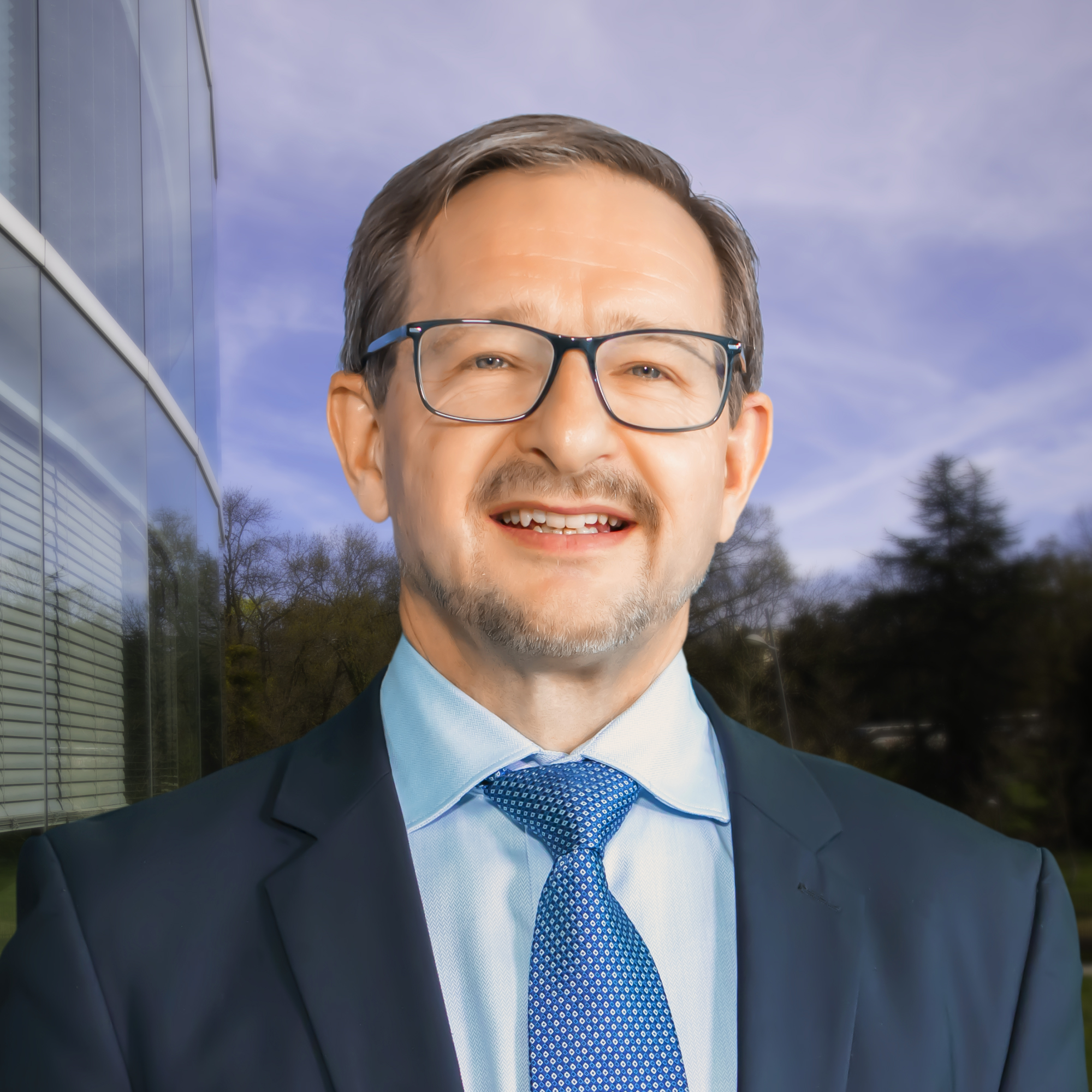
Thomas Greminger (* 1961)

- Gremislawa von Luzk, Fürstin von Krakau

### Greml
- Gremli, August (1833–1899), Schweizer Mediziner und Botaniker
- Gremliza, Hermann L. (1940–2019), deutscher Journalist und Schriftsteller

### Gremm
- Gremm, Marc (* 1971), deutscher Bariton und Produzent
- Gremm, Wolf (1942–2015), deutscher Regisseur und Drehbuchautor
- Gremmel, Evelin (* 1980), deutsche Sängerin, Tänzerin, staatlich geprüfte Bühnendarstellerin und Musicaldarstellerin
- Gremmel, Wolfgang (* 1948), deutscher Handballschiedsrichter
- Gremmel-Geuchen, Ute (* 1964), deutsche Organistin
- Gremmelmaier, Jürgen (* 1961), deutscher Jurist
- Gremmels, Timon (* 1976), deutscher Politiker (SPD), MdBTimon Gremmels (* 1976)

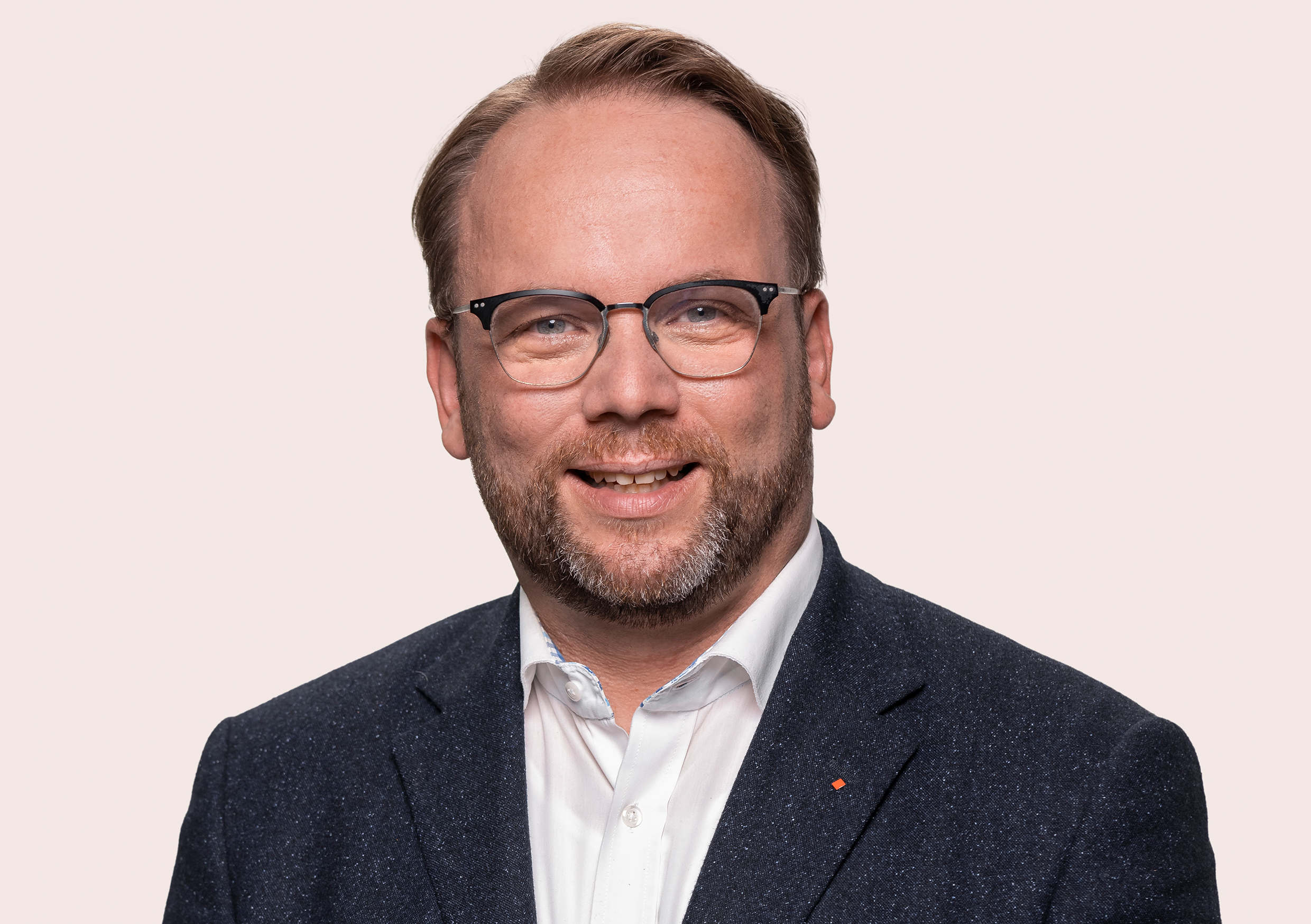
Timon Gremmels (* 1976)

- Gremmelsbach, Peter († 1512), deutscher Benediktiner, Abt des Klosters St. Peter auf dem Schwarzwald
- Gremmelspacher, Adolf (1889–1975), deutscher Jurist und Kommunalpolitiker
- Gremmler, Karl Theodor (1909–1941), deutscher Fotograf

### Gremo
- Gremo, Angelo (1887–1940), italienischer Radrennfahrer
- Gremoli, Giovanni Bernardo (1926–2017), italienischer Ordensgeistlicher, römisch-katholischer Bischof, Apostolischer Vikar von Arabien

### Gremp
- Gremper, Johannes, Theologe der Diözese Konstanz
- Gremper, Johannes, Wiener Humanist und Büchersammler
- Grempler, Dirk (* 1968), deutscher Fußballspieler
- Grempler, Wilhelm (1826–1907), deutscher Prähistoriker

### Grems
- Gremse, Hermann (1830–1907), Landtagsabgeordneter
- Gremse, Martin (1983–2020), deutscher Maler
- Gremsl, Armin (* 1994), österreichischer Fußballspieler
- Gremsl, Daniel (* 1992), österreichischer Fußballspieler